# Codula limbipennis
Codula limbipennis là một loài ruồi trong họ Asilidae. Codula limbipennis được Macquart miêu tả năm 1850. Loài này phân bố ở miền Australasia.